# Prince de Liège
Le titre de prince de Liége, ou prince de Liège, a été octroyé par le roi Léopold III à son plus jeune fils, le prince Albert, devenu Albert II, 6e roi des Belges, le 9 août 1993.

## Historique
Ce titre est un hommage à la fois à l’ancienne principauté de Liège, disparue en 1795, mais aussi en souvenir de la défense héroïque de Liège face à l’invasion des troupes allemandes en août 1914. La résistance farouche de la place forte de Liège permit de ralentir l’avancée des troupes allemandes et ainsi permettre à l’armée française de mieux se préparer face à cette offensive.
À la suite des querelles communautaires, le roi Albert II décida en 2001 de ne plus octroyer ces anciens titres dynastiques (comte de Flandre, comte de Hainaut et prince de Liége) aux membres de la famille royale afin de ne pas heurter les différentes composantes linguistiques du pays.[réf. souhaitée]